# Coatepeque (El Salvador)
Coatepeque es un distrito del municipio de Santa Ana Este del departamento de Santa Ana, en la zona occidental de El Salvador.
Para su administración se divide en 16 cantones y 88 caseríos.
| Censo | Población | Cambio | Porcentaje |
| ----- | --------- | ------ | ---------- |
| 2007  | 36 768    | N/D    | N/D        |
| 2024  | 36 371    | -397   | -1.1%      |

## Toponimia
La palabra Coatepeque proviene del idioma náhuat: Kuat = serpiente, Tepet = Cerro o montaña, y se traduce como Cerro de la serpiente.

## Historia

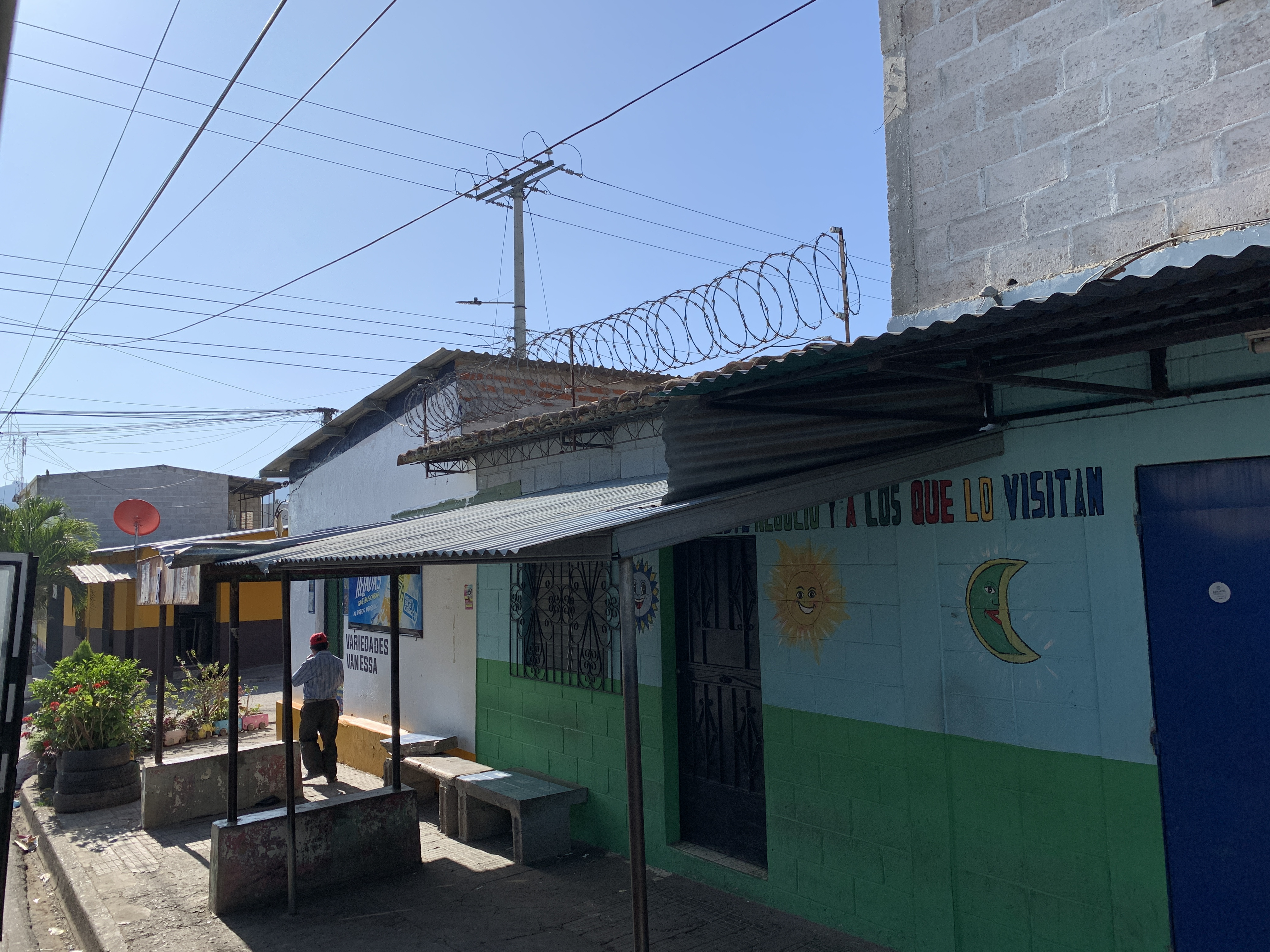
Vista panorámica de las calles de Coatepeque.

Coatepeque fue fundada alrededor del siglo V o VI por los mayas poqomames. Fue ocupado por los pipiles alrededor del 1200, llegando a formar parte del Señorío de Cuzcatlán.
Durante la época colonial formó parte de la Alcaldía Mayor de San Salvador. 
En la noche del 10 de mayo de 1586, fray Alonso Ponce, durante su visita a los conventos franciscanos entre México y Nicaragua en calidad de comisario general de la Orden de San Francisco, pasó por el pueblo de Coatepeque (Que llamó Coatepec) después de salir de Santa Ana en la madrugada. Según el fraile, el pueblo era una visita de clérigo. De aquí prosiguió en camino a Nicaragua, prosiguiendo a Nejapa.
De acuerdo a la relación geográfica hecha en 1740 por el alcalde mayor de San Salvador, Manuel de Gálvez Corral, el pueblo de San Pedro Coatepeque tenía una población de 110 indios y sus frutos eran maíz, algodón y crianza de gallinas.
En 1786 formó parte del partido o distrito de Santa Ana de la Intendencia de San Salvador.

### Pos-independencia
En el informe de mejoras materiales del departamento de Sonsonate hecho por el gobernador Teodoro Moreno en el 21 de junio de 1854 notó: "se están empedrando las entradas y salidas de la población." 
En el informe del 6 de septiembre el gobernador Tomás Medina, notó: "En la cuesta llamada Tutianapa se han hecho 50 varas de empedrado y se ha acopiado material suficiente para continuar aquel trabajo, y algunos malos pasos que hay en la salida de Opico, y para levantar un lienzo de pared del cementerio. Se están arreglando dos calles, y se les está dando el ancho que previene la ley de 31 de marzo del año próximo pasado."
En el informe del 12 de octubre, el gobernador Tomás Medina, notó: "Al empedrado que se está haciendo en la cuesta llamada Tutianapa se aumentaron en el mes de Septiembre último 20 varas, que, unidas a las cincuenta que aparecen en mi anterior informe, hacen la cantidad de 70. Se ha acopiado material suficiente para componer, en principios del verano, los malos pasos de la salida para Opico."  
Formó parte del departamento de Santa Ana en 1855. 
En el informe del gobernador del departamento de Santa Ana, Teodoro Moreno, hecho en el 31 de diciembre de 1858, se informó que se abrió una calle de la plaza a la salida para Santa Ana, se reedificaron 15 varas de cornisa que había botado un rayo a la parroquia, se empedraron 30 varas en la calle de la plaza y se había construido un dique en el camino para San Juan Opico.
El 21 de octubre de 1858 se le otorgó el título de villa y el 25 de marzo de 1917 el de ciudad.
El alcalde electo para el año de 1863 era el señor don Tránsito Cienfuegos. En el 22 de febrero de este año ocurrió la batalla de Coatepeque.
En el año de 1867, el sector agrícola del municipio produjo 167 quintales de café (procedentes de 12 fincas de café) y 3,270 arrobas de azúcar.
En el 8 de febrero de 1878, la señora Gertrudis Vaquero anunció al Diario Oficial que en las próximas ferias de Coatepeque abriría un hotel para las maracas y demás personas visitantes.
En el enero de 1881, la villa de Coatepeque logró la introducción de agua potable a su población, un hecho que fue publicado en el Diario Oficial del 15 de enero de 1881.

## Fiestas patronales y tradiciones
Las fiestas patronales de Coatepeque se celebran del 20 al 29 de junio en honor a su patrono San Pedro Apóstol.
Algunas de las tradiciones reconocidas del municipio son:
- Procesión con la imagen de San Pedro Apóstol, como muestra de agradecimiento.
- Realización de tres festejos religiosos de trascendencia local-regional: La Romería de Jesús de los Milagros que se originó en 1794 y en la actualidad se celebran sus fiestas del primer al tercer viernes de cuaresma; Las fiestas en honor al Niño de Atocha son celebradas un domingo después del Domingo de Resurrección y la Celebración al patrono San Pedro Apóstol.
- La conservación y pertenencia de la escultura que representa a Jesús de los Milagros, obra que se le adjudica al reconocido escultor guatemalteco, Quirio Cataño.

## Administración
Coatepeque se divide en 16 cantones. Sus cantones son los siguientes:
1. Caña Brava
2. Conacastes
3. Concepción
4. El Cerro
5. El Tinteral
6. Jocotón
7. Junquillo
8. La Joya
9. Las Piletas
10. Palo Negro
11. El Resbaladero
12. Solimán
13. Siete Príncipes
14. San Felipe
15. San Jacinto
16. Zacatal